# Réservoir de la Kolyma
Le réservoir de la Kolyma (en russe : Колымское водохранилище) est un lac de barrage dans l'oblast de Magadan en Russie, formé sur le fleuve Kolyma à la suite de la construction de la centrale hydroélectrique de la Kolyma.

## Caractéristiques
Le réservoir est long de 148 km, large de 6 km, a une superficie de 441 km², et son volume s'élève à 14,56 km³. La plus grande profondeur est de 120 m, tandis que le bassin versant est de 61 500 km². Le débit moyen est de 14,2 km³. Le remplissage a commencé en 1980  et a été mis en service en 1995.
Lorsque le réservoir a été rempli, plusieurs villages ont été inondés - Sibik-Tyllakh, Vetreny, Iasnaïa Poliana, Teply, Ioubileïny et Kongo.